# Liapine
Ne pas confondre avec le mathématicien Ievgueni Sergueïevitch Lyapine.
La rivière Liapine (en russe : Ляпин), également appelée Sygva ou Khoulga, est un cours d'eau de Russie et un affluent de la Sosva du Nord en rive gauche, donc un sous-affluent de l'Ob.
Le Liapine arrose le district autonome des Khantys-Mansis, dans le nord-ouest de la Sibérie. 

## Géographie
La rivière naît sous le nom de Khoulga sur le versant nord-est de l'Oural. Elle s'oriente vers le sud-sud-ouest, longeant l'Oural du nord vers le sud, et collectant ainsi en rive droite de nombreux affluents petits et abondants, issus comme elle des hauteurs bien arrosées de l'Oural. 

Dans son cours inférieur, elle vire progressivement vers le sud-est et finit par se jeter en rive gauche dans la Sosva du Nord au niveau de la petite localité de Patrassouï. 

## Navigabilité
La rivière est prise par les glaces depuis le mois d'octobre jusqu'à la deuxième quinzaine du mois de mai. 

En dehors de la saison d'hiver, elle est navigable sur 149 kilomètres. 

## Hydrométrie - Les débits à Lombovoï
Le débit du Liapine a été observé sur une période de 14 ans (durant les années 1979-1995), à Lombovoï, localité située à 67 kilomètres en amont de sa confluence avec la Sosva du Nord. 
Le Liapine est une rivière abondante. Le module de la rivière à Lombovoï est de 301 m3/s pour une surface prise en compte de 26 800 km2, ce qui correspond à la presque totalité du bassin versant de la rivière qui en compte 27 300. La lame d'eau écoulée dans ce bassin se monte ainsi à 355 millimètres annuellement, ce qui est élevé. 
Le Liapine présente des fluctuations saisonnières de débit élevées. Les crues se déroulent au printemps, de mai à juillet (avec un maximum en juin) et résultent de la fonte des neiges. Dès le mois de juillet, le débit diminue fortement ce qui mène aux basses eaux d'été (minimum en août). Une deuxième période de crue, beaucoup moins importante que la première se déroule en automne (septembre) sous l'effet des précipitations de la saison. Puis survient l'hiver russe et ses importantes gelées ; la rivière atteint alors son minimum d'hiver, ou étiage, période allant de novembre à fin avril. 
Le débit moyen mensuel observé en mars (minimum d'étiage) atteint 23,2 m3/s, soit moins de 2,5 % du débit moyen du mois de juin (1 010 m3/s), ce qui illustre l'amplitude très élevée des variations saisonnières. Sur la période d'observation de 14 ans, le débit mensuel minimal a été de 10,8 m3/s en février 1987, tandis que le débit mensuel maximal s'est élevé à 1 480 m3/s en juin 1985.